# Chauvry
Chauvry és un municipi francès, situat al departament de Val-d'Oise i a la regió d'Illa de França. L'any 2007 tenia 289 habitants.
Forma part del cantó de Domont, del districte de Pontoise i de la Comunitat de comunes de la Vallée de l'Oise et des Trois Forêts.

## Demografia

### Població
El 2007 la població de fet de Chauvry era de 289 persones. Hi havia 108 famílies, de les quals 24 eren unipersonals (12 homes vivint sols i 12 dones vivint soles), 36 parelles sense fills, 36 parelles amb fills i 12 famílies monoparentals amb fills.
La població ha evolucionat segons el següent gràfic:
Habitants censats

### Habitatges
El 2007 hi havia 125 habitatges, 111 eren l'habitatge principal de la família, 5 eren segones residències i 9 estaven desocupats. 123 eren cases i 2 eren apartaments. Dels 111 habitatges principals, 90 estaven ocupats pels seus propietaris, 13 estaven llogats i ocupats pels llogaters i 8 estaven cedits a títol gratuït; 1 tenia una cambra, 6 en tenien dues, 25 en tenien tres, 31 en tenien quatre i 48 en tenien cinc o més. 72 habitatges disposaven pel capbaix d'una plaça de pàrquing. A 40 habitatges hi havia un automòbil i a 67 n'hi havia dos o més.

### Piràmide de població
La piràmide de població per edats i sexe el 2009 era:
| Homes | Edats   | Dones |
| ----- | ------- | ----- |
| 0     | 95 o +  | 0     |
| 0     | 90 a 94 | 1     |
| 1     | 85 a 89 | 3     |
| 1     | 80 a 84 | 3     |
| 4     | 75 a 79 | 4     |
| 3     | 70 a 74 | 5     |
| 8     | 65 a 69 | 4     |
| 5     | 60 a 64 | 6     |
| 12    | 55 a 59 | 6     |
| 14    | 50 a 54 | 16    |
| 10    | 45 a 49 | 15    |
| 10    | 40 a 44 | 11    |
| 15    | 35 a 39 | 12    |
| 13    | 30 a 34 | 3     |
| 4     | 25 a 29 | 7     |
| 10    | 20 a 24 | 4     |
| 11    | 15 a 19 | 10    |
| 10    | 10 a 14 | 6     |
| 8     | 5 a 9   | 6     |
| 9     | 0 a 4   | 8     |

## Economia
El 2007 la població en edat de treballar era de 186 persones, 146 eren actives i 40 eren inactives. De les 146 persones actives 139 estaven ocupades (68 homes i 71 dones) i 7 estaven aturades (5 homes i 2 dones). De les 40 persones inactives 22 estaven jubilades, 9 estaven estudiant i 9 estaven classificades com a «altres inactius».

### Ingressos
El 2009 a Chauvry hi havia 106 unitats fiscals que integraven 298 persones, la mediana anual d'ingressos fiscals per persona era de 24.416,5 €.

### Activitats econòmiques
Dels 11 establiments que hi havia el 2007, 1 era d'una empresa de fabricació d'altres productes industrials, 5 d'empreses de construcció, 2 d'empreses de serveis i 3 d'empreses classificades com a «altres activitats de serveis».
Dels 5 establiments de servei als particulars que hi havia el 2009, 1 era un paleta, 1 guixaire pintor, 1 lampisteria i 2 electricistes.

## Equipaments sanitaris i escolars
El 2009 hi havia una escola elemental.

## Poblacions més properes
El següent diagrama mostra les poblacions més properes.